# Deutsche Poolbillard-Meisterschaft 1982
Die Deutsche Poolbillard-Meisterschaft 1982 war die achte Austragung zur Ermittlung der nationalen Meistertitel der Herren in der Billardvariante Poolbillard. Sie wurde in Kerpen ausgetragen.
Es wurden die Deutschen Meister in den Disziplinen 14/1 endlos, 8-Ball und 8-Ball-Pokal ermittelt.

## Medaillengewinner
| Disziplin    | Gold                          | Silber                       | Bronze                         | 4. Platz                       |
| ------------ | ----------------------------- | ---------------------------- | ------------------------------ | ------------------------------ |
| 14/1 endlos  | Bruno Ernst (PBF Pirmasens)   | Peter Haidinger (PBV Moers)  | Andreas Mann (PBF Pirmasens)   | Günter Geisen (LW Oberhausen)  |
| 8-Ball       | Günter Geisen (LW Oberhausen) | Ulrich Lütke (PBC Oberbruch) | Ralf Wasckewitz (PBV Moers)    | Achim Sohnius (PBC Heidelberg) |
| 8-Ball-Pokal | Günter Geisen (LW Oberhausen) | Rudi Below (PBV Berlin)      | Wilfried Strötges (PBC Anrath) | Ulrich Lüdtke (PBC Oberbruch)  |